# سكاربورو وويتبي (دائرة انتخابية في المملكة المتحدة)
سكاربورو وويتبي (بالإنجليزية: Scarborough and Whitby)‏ هي إحدى الدوائر الانتخابية في المملكة المتحدة الممثلة في مجلس العموم في برلمان المملكة المتحدة.
عضو البرلمان الذي يمثلها حالياً هو :Mr Robert Goodwill (Con).